# Secure Internet Live Conferencing
SILC je název pro program a internetový protokol navržený pro konferenční služby v reálném čase pro velké množství uživatelů s maximální bezpečností. Topologie sítě SILC je až na výjimky totožná s IRC sítí. SILC zabezpečuje pomocí šifrování jak spojení mezi klientem a serverem či dvěma servery, tak i vlastní zprávy odesílané uživatelem jinému uživateli nebo na kanál. Během používání SILC není možné cokoliv poslat nezašifrované, vše je automaticky šifrováno. 

## SILC vs IRC
SILC oproti IRC umí:
- šifrování zpráv přímo mezi dvěma uživateli
- šifrované přenášení souborů mezi dvěma uživateli
- podepisování zpráv odeslaných do kanálu nebo mezi uživateli pomocí veřejného klíče

SILC díky svému designu funguje jako jakási spodní vrstva, přes její protokol mohou být přenášena jakákoliv data, např. streamové video. Nejedná se tedy jen o bezpečnější alternativu textového IRC.

## Topologie SILC
SILC síť se skládá z klientů, serverů a routerů. Klient se připojuje k SILC serveru; v případě, že je v SILC síti více serverů, nejsou, jak je tomu u IRC, všechny spojeny, ale spojují se právě pomocí zmíněných routerů.

## Přezdívky (nicknames)
Zajímavostí SILC protokolu je možnost více stejných nicků. Díky správnému designu jsou známé "nickname collisions" nemožné.

## Kanály
Stejně jako např. u IRC nebo u Jabberu je u SILC možnost diskuse většího množství lidí na tzv. kanálech. Rozdíl mezi kanálem u IRC a SILC je, že SILC protokol nepožaduje # před jménem kanálu. Tedy #silc.cz a silc.cz budou dva odlišné kanály. Dále je u SILC možné mít permanentní kanály, které nezaniknou ani v případě, že je opustí poslední uživatel. To je dáno možností nastavit kanálu founder mode (+f).

## Typy uživatelů
CHANNEL FOUNDERTen, kdo založí kanál, je automaticky channel founder - zakladatel. Jako channel founder má na kanále nejvyšší privilegia, je tedy nadřazen i případným channel operators - kanálovým operátorům.
CHANNEL OPERATORZískává od zakladatele kanálu/jiného operátora privilegia pro správu kanálu.
SILC OPERATORAdministrátor silc routeru, jeho privilegiem je spravovat silc router. Dále může odstranit určitého klienta ze sítě pomocí /kill
OPERATORTzv. server operator, administrátor silc server. Jeho činností je správa silc serveru.
USERjedná se tedy normálního uživatele, který nemůže takové věci jako měnit módy kanálu, vyhazovat lidi atd.

## Podepisování zpráv na kanál/uživateli pomocí veřejného klíče
To je velmi vhodné. Např. protože SILC dovoluje použití stejných nicků, může být snadné nechat se zmást pravou identitou určitého uživatele. V případě používání podepsaných zpráv budeme jasně informováni, zdali je nám uživatel známý, či nikoliv. K ověřování podpisů potřebujeme samozřejmě veřejné klíče uživatelů.

## Channel public key list
Jedním ze zajímavých způsobů, jak omezit vstup na určitý kanál, je autorizace dle veřejných klíčů, tzv. channel public key mode. Do seznamu veřejných klíčů kanálu - channel public key list - jsou uloženy veřejné klíče uživatelů a pouze tito pak mohou na takový kanál vstoupit.

## Private messages
Nejparanoidnější formou online komunikace dvou uživatelů SILC jsou soukromé zprávy ochráněné soukromým klíčem - private message key. Ten je získán během peer-to-peer "vyjednávání" mezi uživateli, a tudíž pouze tito dva uživatelé mohou tyto zprávy dešifrovat. To je zásadní rozdíl od normálních soukromých zpráv, které jsou šifrovány pomocí "session key" a každý subjekt (server, router) na trase vždy zprávu zašifruje, dešifruje a předá dál.

## File transfer
Přenášet soubory v SILC je snadné. Peer-to-peer spojení je opět chráněno session key a jako přenosový protokol je použit SFTP. Je důležité si uvědomit, že se nejedná o žádné posílání souboru, ale o dání určitého souboru k dispozici pro stažení.